# 東加利納鎮區 (伊利諾伊州喬戴維斯縣)
東加利納鎮區（英語：East Galena Township）是位於美國伊利諾伊州喬戴維斯縣的一個行政鎮區。

## 地方資料
根據2010年美國人口普查的數據，東加利納鎮區的面積為60.60平方千米，當中陸地面積為60.10平方千米，而水域面積為0.50平方千米。當地共有人口1248人，而人口密度為每平方千米20.59人。